# Badeborn
Badeborn is een plaats en voormalige gemeente in de Duitse deelstaat Saksen-Anhalt, en maakt deel uit van de Landkreis Harz.
Badeborn telt 1.421 inwoners.

## Geschiedenis
Op 4 augustus 2002 is de toenmalige zelfstandige gemeente geannexeerd door de stad Ballenstedt.